# Hetero-Diels-Alder-Reaktion
Bei der Hetero-Diels-Alder-Reaktion handelt es sich um eine Namensreaktion in der Organischen Chemie, benannt nach Otto Diels und Kurt Alder. Sie zählt zu den [4+2]-Cycloadditionen. Bei der bekannten Diels-Alder-Reaktion reagiert ein 1,3-Dien mit einem Dienophil (z. B. einem Alken) über einen sechsgliedrigen Übergangszustand zu einem Cyclohexenderivat. Die Hetero-Diels-Alder-Reaktion unterscheidet sich von der Diels-Alder-Reaktion dadurch, dass statt des Alkens ein Keton, ein Aldehyd, ein Imin oder ein Thioketon als Dienophil eingesetzt wird. So entstehen bei der Hetero-Diels-Alder-Reaktion durch Umsetzung mit dem Dien ein Sechsring-Heterocyclus mit einer Kohlenstoff-Kohlenstoff-Doppelbindung.

## Mechanismus
Der Mechanismus der Hetero-Diels-Alder-Reaktion wird hier mit einem Aldehyd als „Dienophil“ und mit einer α,β-ungesättigten Carbonylverbindung als „Dien“ dargestellt. Das Dienophil reagiert mit dem Dien über einen sechsgliedrigen Übergangszustand zu einem einfach ungesättigten Sechsring mit zwei Sauerstoffatomen im Ring:
Es sind auch Aza-Diels-Alder-Reaktionen bekannt, bei denen ein Stickstoffatom im Dienophil lokalisiert ist. Die enantioselektive Aza-Diels-Alder-Reaktion des Imins aus 4-Methoxyanilin und Formaldehyd mit Cyclohexenon wird von (S)-Prolin katalysiert und führt zu einem Aza-Norbornen-Derivat.

## Beispiele
Für die folgenden Beispielreaktionen dienen als Dienophil ein Aldehyd, ein Imin und Schwefeldioxid (von oben nach unten). Diese reagieren alle mit unterschiedlichen 1,3-Dienen: